# Johnny Apollo
Johnny Apollo is een Amerikaanse misdaadfilm uit 1940 onder regie van Henry Hathaway.

## Verhaal
Robert Cain is een handelaar in aandelen op Wall Street. Hij wordt wegens fraude veroordeeld tot een celstraf. Zijn zoon Bob wil de borgsom betalen en hij komt daardoor zelf terecht in het misdaadmilieu. Hij wordt al vlug de rechterhand van maffiabaas Mickey Dwyer. Hij wordt echter verliefd op diens vriendin. 

## Rolverdeling
| Acteur             | Personage                 |
| ------------------ | ------------------------- |
| Tyrone Power       | Bob Cain                  |
| Dorothy Lamour     | Lucky Dubarry             |
| Edward Arnold      | Robert Cain sr.           |
| Lloyd Nolan        | Mickey Dwyer              |
| Charley Grapewin   | Rechter Emmett T. Brennan |
| Lionel Atwill      | Jim McLaughlin            |
| Marc Lawrence      | Bates                     |
| Jonathan Hale      | Dr. Brown                 |
| Harry Rosenthal    | Pianist                   |
| Russell Hicks      | Officier van justitie     |
| Fuzzy Knight       | Celgenoot                 |
| Charles Lane       | Assistent                 |
| Selmer Jackson     | Bewaker                   |
| Charles Trowbridge | Rechter                   |
| John Hamilton      | Rechter                   |